# 成仏
成仏（じょうぶつ、英語: buddhahood; サンスクリット: buddhatva; パーリ語: buddhatta または buddhabhāva）とは、「目覚めたもの」という状態・階位を意味する仏陀となったという仏教用語。成仏への捉え方は宗派によって異なる。
大乗仏教における最終目標である菩薩への道においては、Samyaksambuddhahoodとされ、すべての衆生にドゥッカ（苦）停止への道を教え利益を与えるものである。対比的に、上座部仏教の最終目標は当人が阿羅漢になることである。

## 初期仏教
仏教の開祖釈迦は、仏陀すなわち「覚（さと）れる者」となった。このことを指して、悟りをさまたげる煩悩を断って輪廻の苦から解き放たれる意味で解脱といい、仏陀（覚れる者）に成るという意味で成仏という。
釈迦の弟子たちは、釈迦と同様の解脱を得るため釈迦より指導を受け、あるいは釈迦の死後はその教えに随い、釈迦の説いた教義を学び、教団の戒律を守り、三昧や禅定とよばれる瞑想を行なう、いわゆる戒・定・慧（三学）の修行に努めた。その結果として釈迦と同様に輪廻から解脱できる境地（＝涅槃）に達した人物を阿羅漢と呼ぶ。これも広い意味では成仏であるが、教祖である釈迦に対する尊崇の念から阿羅漢に成ることを成仏するとは通常言わず、あくまで仏陀は無師独悟した偉大なる釈迦ただ一人であるとする。つまり、オリジナルな悟りに達したのは釈迦のみで、阿羅漢に達した弟子はそのコピーにすぎないと考えるのである。

## 上座部仏教
スリランカ・ミャンマー・タイなどに伝わる南方の上座部仏教では、涅槃（般涅槃）を求め、阿羅漢として解脱することを最終目標とする。しかし、釈迦の教えは仏教徒にとっては普遍的な宇宙の真理でもあるとされる。

## 大乗仏教
初期大乗仏教が成立すると、現世で直接に阿羅漢果を得ることが難しい在家信者であっても、輪廻を繰り返す中でいつかは釈迦と同様にオリジナルなさとりに到達できる（＝成仏できる）のではないかと考えられ始めた。
成仏をめざして修行する者を菩薩とよぶが、釈迦が前世に菩薩であった時のようにたゆまぬ利他行に努めることで、自分もはるかに遠い未来に必ず成仏できる。そう信じて菩薩の修行である六波羅蜜を日々行じていくのが、初期の大乗仏教の教えであった。
さらに後期大乗仏教になると、それらの修行の階程をふむことすら歴劫修行と考えられるようになり、一切衆生は本来成仏していると考える思想（如来蔵・本覚）や、信によって本尊に加持することで煩悩に結縛された状態から、ただちに涅槃に到達できるとする密教の即身成仏などの思想も生まれた。

## 日本文化のなかでの「成仏」
日本語の日常会話や文学作品などでしばしば用いられている「成仏」という表現は、「さとりを開いて仏陀になること」ではなく、死後に極楽あるいは天国といった安楽な世界に生まれ変わることを指し、「成仏」ができない、ということは、死後もその人の霊魂が現世をさまよっていることを指していることがある。
こうした表現は、日本古来の死生観が仏教に入り込みできあがった、仏教者が死を迎えてのちに仏のいのちに帰ると考えられた信仰を背景として、この国土である娑婆世界から阿弥陀如来が在す西方国土の極楽浄土へ転生する浄土信仰とも相まって生まれたものである。日本の仏教が、本来の仏教から変化・変形している事は、知られている。
太平洋戦争当時のアメリカの文化人類学者ルース・ベネディクトは、彼女の日本文化についての著作「菊と刀」の中で、「～彼ら（日本人）は、死後に生前の行いに従って、極楽と地獄に行き先が分けられる、という（本来の）仏教のアイデア（因果応報）を拒絶したのだ。どんな人間でも、死んだらブッダに成る、というのだ。～他の仏教の国で、そんな事を言う所はない。～」と述べている。